# AROME
Az AROME (Applications of Research to Operations at MEsoscale) regionális numerikus időjárás előrejelző modell, amit a Météo-France megbízásából készítették. Mára számos európai, így a magyar meteorológiai szolgálat is futtatja és felhasználja a kimenetét.
A modell futtatása során kiemelt hangsúlyt kapott a minél szélesebb körű adatintegráció. A megszokott felszíni és rádiószondás méréseken felül így a modellfuttatás bemenetére kerülnek a csapadékradarok, ill. a meteorológiai műholdak által mért tényadatok is, így jelentősen nagyobb beválási arány érhető el.

## Magyar futtatások
Magyarországon a HungaroMet futtaja a modellt, 2,5 kilométeres rácsfelbontással, naponta 4 alkalommal, két napra előre.
- HungaroMet AROME - 48 órás előrejelzés, napi 4 futtatás, az ECMWF modell és a HungaroMet mérőhálózat adatai alapján[2]

## Külső hivatkozások
- Az AROME hivatalos honlapja